# Carex alopecuroides
Espèce
Classification phylogénétique
Carex alopecuroides est une espèce de plantes du genre Carex et de la famille des Cyperaceae.